# Regkleika
Regkleika  este o așezare în Grecia din Vartholomio, prefectura Elida.